# Sobral de Monte Agraço (freguesia)
Sobral de Monte Agraço is een plaats en freguesia in de Portugese gemeente Sobral de Monte Agraço en telt 2937 inwoners (2001).